# چندسری

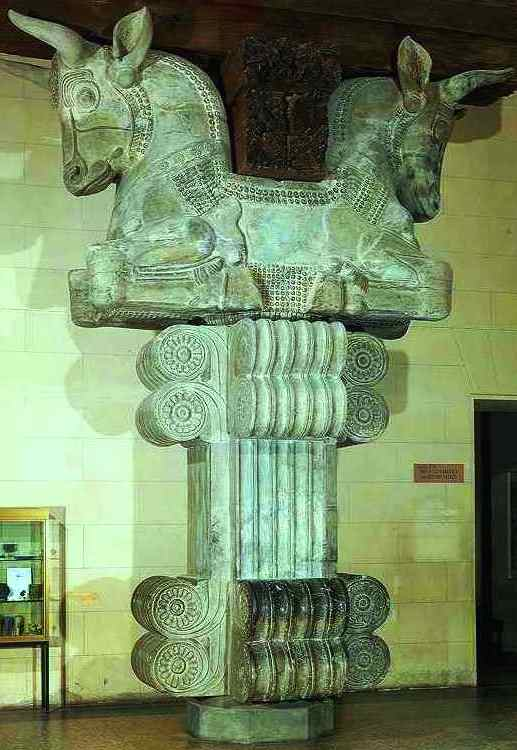
سرستون گاو دوسر از دوران داریوش بزرگ

چندسری یا چندکلگی (به انگلیسی: Polycephaly) به شرایطی گفته می‌شود که یک موجود زنده بیش از یک سر داشته باشد. این موجودات اغلب هویتی افسانه‌ای دارند، اما در بسیاری از ارگانیسم‌ها از جمله انسان مواردی از چند سری (غالباً دوسری) مشاهده شده است.

## یک جاندار یا چند جاندار؟
این‌که چنین جانداری را یک جانور با دو سر یا دو جانور با یک پیکر بنامیم، انتخاب مشکلی است. در دوقلوهای  به‌هم‌چسبیده مانند لاله و لادن بیژنی دو فرد منفک از یکدیگر بودند که برخی اعضای بدنشان مشترک بوده‌است. از دیدگاه زیست‌شناسی، به‌دلیل تفکیک مغز و دستگاه عصبی در عین اشتراک در برخی اعضا، دو جانور محسوب می‌شوند. اما در ادبیات و اسطوره‌شناسی معمولاً به‌عنوان یک موجود شناخته می‌شوند.
بر اساس قوانین کشور آلمان، دوقلوهای به‌هم‌چسبیده امتزاج‌ناپذیر دارای هویت یک انسان می‌باشند.

## نمونه‌های واقعی چندسری
دوقلوهای مقترن در انسان یکی از بهترین مثال‌های زیستی واقعی هستند. یک سنگواره از هیفالوسور دوسر، قدیمی‌ترین نمونه یافت‌گردیده به‌دست بشر است که ۱۲۰ میلیون سال دیرینگی دارد.
نمونه‌های زیادی از خزندگان (بیشتر در مار و لاک‌پشت) و پستانداران (بویژه چارپایان) چندسر مشاهده گردیده‌اند.

## اسطوره‌ها

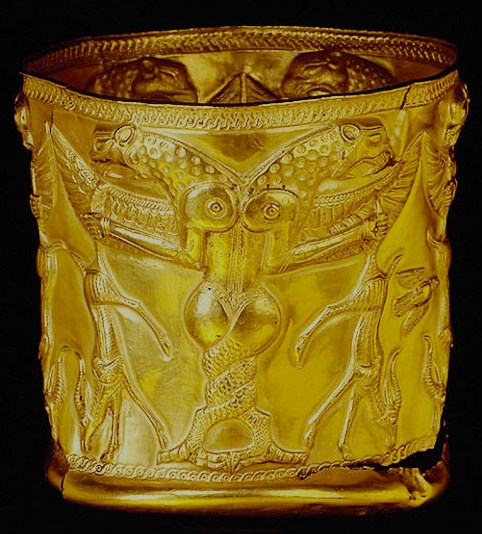
جام زرین هیولای دو سر از تمدن مارلیک در ایران باستان

در اسطوره‌های یونان باستان، تایفون یک هیولای چندسر است. سربروس و ژانوس نیز در یونان باستان سه‌سر و دوسر شناخته می‌شده‌اند. در اساطیر چینی نیز اژدهای چندسر دارای اهمیت بوده‌است.
آگنی و موروگان که از خدایان هندویسم هستند، چند سر بوده‌اند.

### اساطیر ایرانی
در ایران باستان، ماجراهایی از مبارزات پهلوانان ایرانی با موجود چندسر در شاهنامه مشاهده می‌گردد. همچنین داستان منظومه هفت‌پیکر اثر حکیم نظامی گنجوی نیز به داستان بهرام گور و موجودی هفت‌سر اشاره دارد.